# Wilhelm Kricheldorff

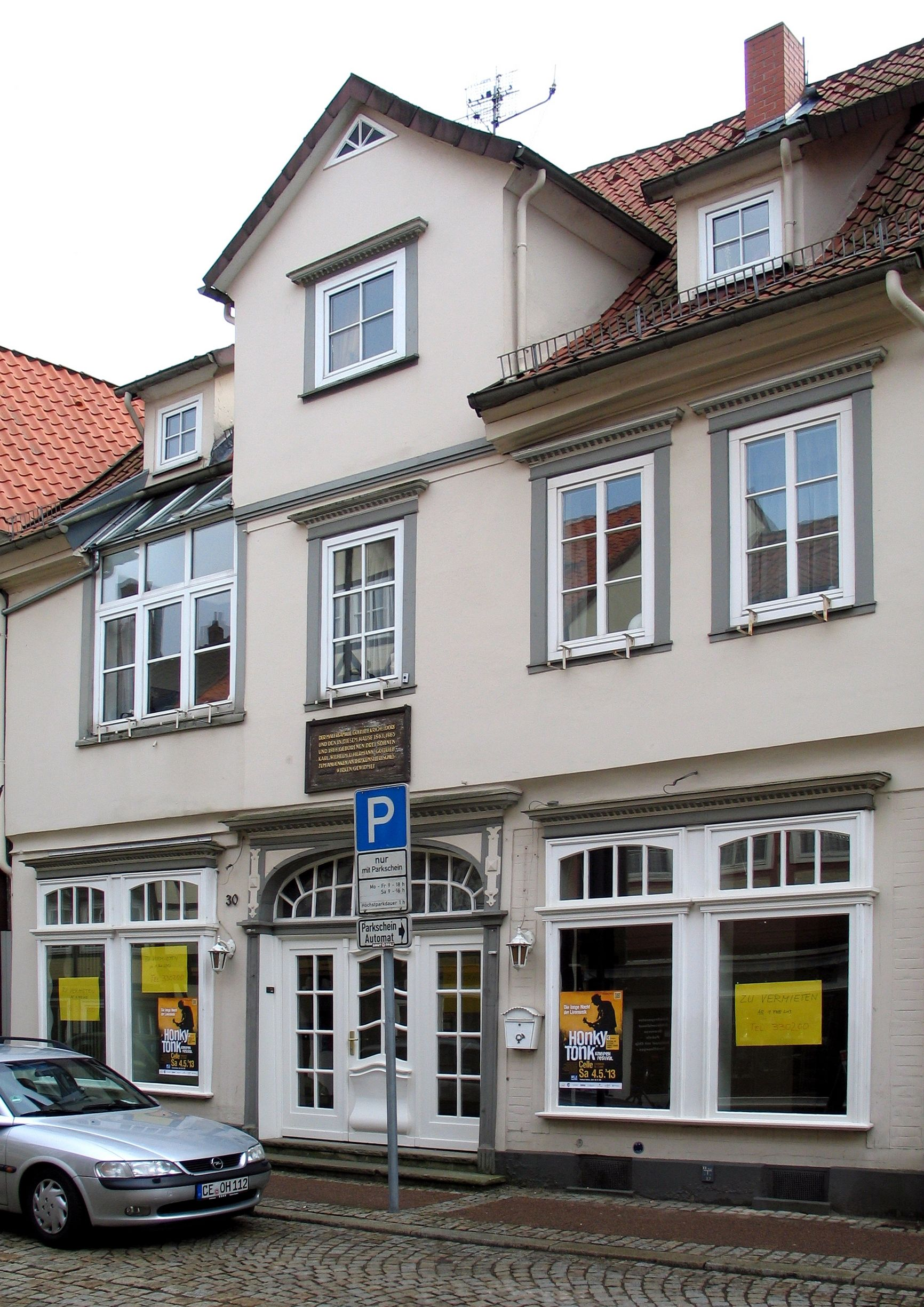
Kricheldorffs Geburtshaus in Celle

Friedrich Wilhelm Heinrich Kricheldorff (* 4. November 1865 in Celle; † 27. Mai 1945 ebenda) war ein deutscher Maler.

## Leben und Werk

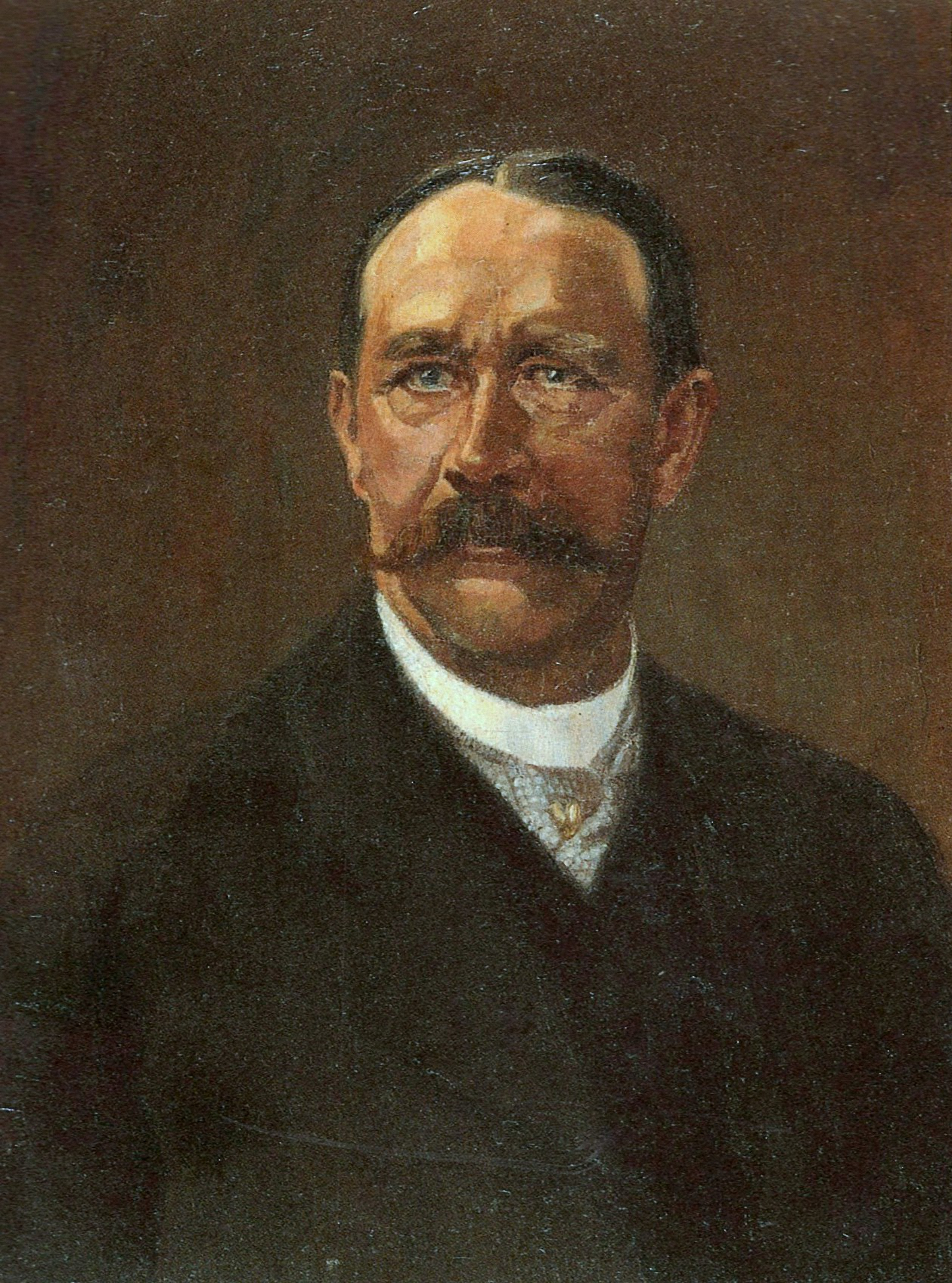
Dr. h.c. Albert von Caron porträtiert von Wilhelm Kricheldorff, 1910

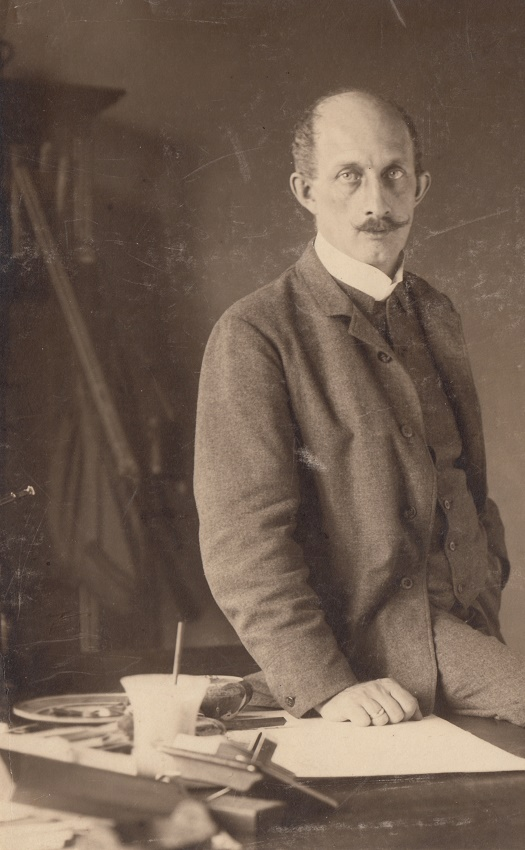
Hermann Löns fotografiert von Kricheldorff (um 1909)

Wilhelm Kricheldorff stammte aus Celle. Er hatte zwei Brüder namens Carl und Hermann Gottlieb. Am 10. April 1897 heiratete er in der Berg-Kirche in Wiesbaden Adele Richter; aus der Ehe gingen drei Kinder hervor. Kricheldorff betrieb ein Antiquitätengeschäft in der Bergstraße 30 in Celle, restaurierte und malte aber auch selber Bilder. Von 1899 bis 1940 führte er über seine Einnahmen aus der Kunstmalerei Buch; die Einträge in der Liste endeten mit seinem Selbstporträt, das am 8. September 1940 im Königssaal des Celler Schützenhauses enthüllt wurde.
Wilhelm Kricheldorff spezialisierte sich als Maler auf Porträts. Um 1914 wurde eines seiner Damenporträts in Westermanns Monatsheften abgebildet. 1914 fand im Herzoglichen Museum Braunschweig eine Ausstellung Kricheldorffs statt. Für diese Zeit ist auch die Nutzung eines Ateliers in der Leopoldstraße 7 in München belegt, obwohl Kricheldorffs Wohnadresse sich nach wie vor in Celle befand.
Ein Bild seines Bruders Carl von Wilhelm Bomann befindet sich unter der Inventarnummer BM 89 im Bomann-Museum in Celle, und ein von Wilhelm gemaltes Porträt von Hermann Löns. Ein von Kricheldorff gemaltes Porträt von Hermann Löns in Öl von 1909 befindet sich im Historischen Museum am Hohen Ufer in Hannover.
In Celle ist auch eine Straße nach Wilhelm Kricheldorff benannt.
1949 fand im Vaterländischen Museum in Celle eine Ausstellung mit dem Titel Drei Malerbrüder Kricheldorff statt.
Um dem etwas kränkelnden Celler Schützenwesen unter die Arme zu greifen, bot Wilhelm Kricheldorff an, den Hauptkönig des Jahres 1901 in Öl zu malen. Das erste von ihm erstellte Gemälde zeigt den König der Altstädter Schützengilde Georg Pahlmann, der den Beinamen „Georg der Liebesreiche“ trug.
Dieses Bild ist zum Grundstein der weltweit einmaligen Galerie der Könige geworden. In der Folge porträtierte W. Kricheldorff weitere 24 Hauptkönige, die  heute im Celler Schützenmuseum zu bewundern sind. Trotz der Kriegswirren gelten lediglich 3 Gemälde als verschollen.
Bis heute wird die von Kricheldorff begonnene Tradition des Portraitierens der Celler Hauptkönige in Öl fortgesetzt. Auch ein Selbstbildnis, Arbeitsbücher und sein Testament werden im Celler Schützenmuseum ausgestellt.